# Nykøbing Falster Badminton Klub
Der Nykøbing Falster Badminton Klub, auch bekannt als Nykøbing F. oder NBK, ist ein Badmintonverein aus Nykøbing Falster in Dänemark. Er ist einer der traditionsreichsten und erfolgreichsten Vereine in dieser Sportart in Dänemark. Er ist nicht zu verwechseln mit dem Nykøbing Sjælland Badminton Klub.

## Geschichte
Der Verein wurde am 22. September 1933 gegründet. In der Zeit kurz nach dem Zweiten Weltkrieg hatte der Verein mit Jørn Skaarup und Preben Dabelsteen zwei der bedeutendsten Badmintonspieler Europas in seinen Reihen. Spätere Weltklassespieler wie Poul-Erik Nielsen, Imre Rietveld Nielsen oder Lars Paaske erlernten das Spiel mit dem Federball in Nykøbing Falster.

## Erfolge
| Saison  | Veranstaltung                                    | Disziplin    | Platz | Name                                                                 |
| ------- | ------------------------------------------------ | ------------ | ----- | -------------------------------------------------------------------- |
| 1945/46 | Dänemark: Einzelmeisterschaften                  | Herrendoppel | 1     | Jørn Skaarup / Preben Dabelsteen, Nykøbing F                         |
| 1946/47 | Dänemark: Einzelmeisterschaften der Junioren U17 | Dameneinzel  | 1     | Inge Allan Hansen, Nykøbing F.                                       |
| 1946/47 | Dänemark: Einzelmeisterschaften                  | Herreneinzel | 1     | Jørn Skaarup, Nykøbing F                                             |
| 1946/47 | Dänemark: Einzelmeisterschaften                  | Herrendoppel | 1     | Jørn Skaarup, Nykøbing F BK / Preben Dabelsteen, Frederiksberg BK    |
| 1947/48 | Dänemark: Einzelmeisterschaften der Junioren U19 | Herreneinzel | 1     | Poul-Erik Nielsen, Nykøbing Falster                                  |
| 1947/48 | Dänemark: Einzelmeisterschaften der Junioren U17 | Herreneinzel | 1     | Willy Meier, Nykøbing F.                                             |
| 1948/49 | Dänemark: Einzelmeisterschaften der Junioren U19 | Dameneinzel  | 1     | Karen Udsen, Nykøbing F.                                             |
| 1949/50 | Dänemark: Einzelmeisterschaften der Junioren U19 | Herreneinzel | 1     | Willy Meier, Nykøbing Falster                                        |
| 1958/59 | Dänemark: Einzelmeisterschaften                  | Herreneinzel | 1     | Knud Aage Nielsen, Nykøbing F                                        |
| 1960/61 | Dänemark: Einzelmeisterschaften der Junioren U17 | Dameneinzel  | 1     | Ellen Carstensen, Nykøbing F.                                        |
| 1961/62 | Dänemark: Einzelmeisterschaften der Junioren U19 | Dameneinzel  | 1     | Ellen Carstensen, Nykøbing F                                         |
| 1968/69 | Dänemark: Einzelmeisterschaften der Junioren U15 | Herreneinzel | 1     | Ole Pedersen, Nykøbing F.                                            |
| 1969/70 | Dänemark: Einzelmeisterschaften                  | Dameneinzel  | 1     | Imre Rietveld Nielsen, Nykøbing F                                    |
| 1976/77 | Dänemark: Einzelmeisterschaften                  | Damendoppel  | 1     | Lene Køppen, Gentofte BK / Lonny Bostofte, Nykøbing F                |
| 1979/80 | Dänemark: Einzelmeisterschaften der Junioren U13 | Damendoppel  | 1     | Anne Mette Bille / Kristine Rasmussen, Nykøbing F                    |
| 1981/82 | Dänemark: Einzelmeisterschaften der Junioren U15 | Dameneinzel  | 1     | Anne Mette Bille, Nykøbing F                                         |
| 1983/84 | Dänemark: Einzelmeisterschaften der Junioren U17 | Herreneinzel | 1     | Lars Pedersen, Nykøbing F.                                           |
| 1983/84 | Dänemark: Einzelmeisterschaften der Junioren U17 | Herrendoppel | 1     | Lars Pedersen, Nykøbing F / Kim Juul, Greve                          |
| 1983/84 | Dänemark: Einzelmeisterschaften der Junioren U17 | Mixed        | 1     | Lars Pedersen / Anne Mette Bille, Nykøbing F                         |
| 1985/86 | Dänemark: Einzelmeisterschaften der Junioren U19 | Mixed        | 1     | Lars Pedersen, Greve / Anne Mette Bille, Nykøbing F.                 |
| 1987/88 | Dänemark: Einzelmeisterschaften der Junioren U13 | Dameneinzel  | 1     | Michelle Rasmussen, Nykøbing F                                       |
| 1987/88 | Dänemark: Einzelmeisterschaften der Junioren U13 | Mixed        | 1     | Anders Boesen, Holte / Michelle Rasmussen, Nykøbing F                |
| 1989/90 | Dänemark: Einzelmeisterschaften der Junioren U15 | Mixed        | 1     | Kristoffer Iversen, BK DSB / Michelle Rasmussen, Nykøbing F          |
| 1992/93 | Dänemark: Einzelmeisterschaften der Junioren U13 | Dameneinzel  | 1     | Stine Borgstrøm, Nykøbing F                                          |
| 1993/94 | Dänemark: Einzelmeisterschaften der Junioren U19 | Herrendoppel | 1     | Lars Paaske, Ølstykke / Jesper Mikla, Nykøbing F.                    |
| 1994/95 | Dänemark: Einzelmeisterschaften der Junioren U15 | Dameneinzel  | 1     | Stine Borgstrøm, Nykøbing F                                          |
| 1997/98 | Dänemark: Einzelmeisterschaften der Junioren U17 | Mixed        | 1     | Jonas Glyager Jensen, Skovshoved / Stine Borgstrøm, Nykøbing Falster |